# Sergio Fortunato
Sergio Elio Ángel Fortunato (Mar del Plata, 23 ottobre 1956) è un procuratore sportivo ed ex calciatore argentino, di ruolo attaccante.

## Carriera

### Giocatore

#### Club

Fortunato (a destra) effettua un cross in maglia perugina nel 1981, contrastato dal torinista Cuttone.

Il suo esordio risale al 1972 nelle file del Kimberley, all'età di diciassette anni. Nel 1975 avvenne il passaggio al Racing Club, ove realizzò 20 reti segnalandosi come cannoniere molto prolifico; qualità confermata anche nel successivo passaggio al Quilmes nel 1976, totalizzando 76 presenze con 31 reti all'attivo. Nel 1978 venne acquistato dall'Estudiantes (LP) ove trascorse le sue stagioni migliori fino al 1980 contendendo per due anni a Maradona il titolo di capocannoniere del torneo, e conquistando il titolo di miglior marcatore del Torneo Metropolitano 1979, a pari merito appunto col Pibe de Oro.
Nell'estate del 1980 avvenne il suo approdo in Italia, acquistato dal Perugia per la cifra di 780 milioni di lire. Accompagnato dalla fama di fuoriclasse internazionale per via delle convocazioni in nazionale e dei duelli nella classifica cannonieri con Maradona, Fortunato deluse le aspettative della società pagando la scelta tattica molto prudente decisa dall'allenatore Renzo Ulivieri, che lo sacrificò spesso in compiti di pressing sui difensori avversari e movimento di raccordo sulla fascia sinistra, snaturando di fatto le sue caratteristiche di gioco; ai problemi calcistici, si associarono poi anche difficoltà di ambientamento.
Disputò solamente 12 gare nella Serie A 1980-1981 con 2 reti all'attivo che realizzò nelle ultime due giornate di campionato, quando la retrocessione della squadra umbra (partita inizialmente con la penalizzazione di −5 per lo scandalo del Totonero) era ormai matematica, e sufficienti solamente a evitare ai grifoni l'ultimo posto in classifica, abbandonato a spese della Pistoiese.
Conclusasi l'avventura italiana, compì altre esperienze in Europa; dapprima nel campionato spagnolo, militando per due anni nelle file del Las Palmas, e poi in Austria, nelle file del Favoritner di Vienna neopromosso in massima serie, prima di rientrare brevemente all'Estudiantes per disputare la Coppa Libertadores 1984 e quindi ritirarsi dall'attività agonistica.

#### Nazionale
Nel biennio di permanenza nell'Estudiantes venne anche convocato in Nazionale da César Luis Menotti in occasione di una tournée dell'Albiceleste in Europa e soprattutto per la Copa América 1979, torneo nel quale disputa 3 incontri nel girone eliminatorio.

### Dopo il ritiro
Dopo il ritiro dal calcio giocato, è diventato gestore di un locale per giovani a Mar del Plata, intraprendendo inoltre la carriera di procuratore sportivo.

## Palmarès

### Individuale
- Capocannoniere del campionato argentino: 1

Metropolitano 1979 (14 reti)